# Anastasius I (keizer)
Flavius Anastasius (Grieks: Φλάβιος Ἀναστάσιος) (ca. 430 - 9 juli 518), bekend als Anastasius I (Grieks: Ἀναστάσιος A΄) (Nederlands, verouderd: Anastaas), was keizer van het Romeinse rijk van 11 april 491 tot 10 juli 518.

## Achtergrond
Anastasius werd omstreeks 430 in Dyrrachium, het tegenwoordige Durrës in Albanië, geboren. Tijdens de heerschappij van Zeno kwam hij nooit in een hoge functie terecht, wat de verrassing van zijn benoeming tot keizer op 11 april 491 des te groter maakte.
Anastasius I had de bijnaam "Dikoros" (twee pupillen), dit vanwege zijn twee verschillend gekleurde ogen (1 donkerbruin, 1 blauw).

## Verheffing tot keizer
Na de dood van Zeno had diens broer Flavius Longinus gehoopt keizer te worden, maar keizerin Ariadne, dochter van Leo I, besloot anders. Ze trouwde op 20 mei 491 met Anastasius. Het huwelijk bleef kinderloos.

## Isaurische Oorlog (492-497)
Na zijn benoeming zette Anastasius veel Isauriërs (het volk waar Zeno en zijn broer Flavius Longinus toe behoorden) uit hun ambten. Zij werden verbannen. Hierop kwamen de Isauriërs onder leiding van Flavius Longinus in opstand. De Slag bij Cotyaeum brak al in 492 "de ruggengraat" van deze revolte, wel slaagden de Isauriërs er nog een jaar of vijf in om in de Isaurische bergen een guerrillaoorlog te voeren. Volgens Procopius was Johan de Gebochelde de bevelhebber van het Romeinse leger.

## Relaties met Goten
Anastasius continueerde in Italië de relatie met de heerser van de Ostrogoten Theodorik de Grote. Alhoewel het tot 497 duurde voordat hij diens positie erkende en hem de koninklijke insignes stuurde. In ruil daarvoor moest Theodorik de suprematie van de keizer in het westen onderschrijven en dat in alle officiële stukken zijn naam voor die van Theodorik geschreven zou worden. 
In het Donaugebied was het, nadat de Goten onder Theodorik deze verlaten hadden, nog altijd niet rustig. Nu er meer de middelen beschikbaar waren werden vanaf 493 de verdedigingswerken hersteld . Deze werken in Thracië (genaamd Lange Muren, niet te verwarren met de Lange Muren van Athene) waren bedoeld om de nieuwe barbaarse bedreiging daar tegen te houden van de Bulgaren.

## Anastasische Oorlog (502-506)
In het oosten was het ook onrustig; In 502 brak er oorlog uit met het Sassanidische rijk. In de Anastasische Oorlog werden de steden Theodosiopolis en Amida aanvankelijk door de Sassaniden veroverd. De Byzantijnen slaagden erin om Amida te heroveren. Toen de vrede in 506 werd getekend waren beide concurrenten uitgeput. Men besloot de grenzen van 502 te herstellen. Anastasius liet daarna de sterke vesting van Daras bouwen om de Perzen in Nisibis in toom te houden. Een vervelend bijeffect van deze oorlog was dat de Balkanprovincies werden ontdaan van troepen. Er volgden verwoestende invasies van Slaven en Bulgaren; ter bescherming van Constantinopel en haar omgeving bouwde de keizer de naar hem vernoemde muur van Anastasius, die zich uitstrekte van de Propontis tot de Zwarte Zee.

## Gotische Oorlog (507-508)
Sinds de relatie met de Goten was hersteld werd de Prefectuur Italië bestuurd door de keizer benoemde ambtenaren. Het militair gezag over de prefectuur daarentegen was in handen van Theodorik die relaties aanknoopte met de nieuwe machten in Gallië. Anastasius vreesde de macht van Theodorik in het westen en wilde voorkomen dat er een nieuwe keizer zou opstaan. In de Frankische rex Clovis vond de keizer een medestander. Mede dankzij de voormalige magister militum Gundobad kwam hij met Clovis overeen om de Gotische hegemonie in het westen ten val te brengen. In 507 versloeg Clovis de Aquitaanse Goten bij Vouillé en zorgde de dreiging van een invasie door het Romeinse leger ervoor dat Theodorik zich niet in de strijd kon mengen. Begin 508 vond daadwerkelijk een Romeinse aanval plaats in de laars van Italië. Anastasius rustte hiervoor een expeditiemacht bestaande uit 8.000 soldaten uit, maar de Romeinse interventie was niet gericht op verovering. Het zocht de confrontatie met Theodoriks' leger niet op en beperkte zich slechts tot de verovering en plundering van enkele steden in het zuiden. Pas toen Theodorik de situatie onder controle had, kon deze een leger over de Alpen sturen om de Aquitaanse Goten bij te staan. Het Frankische aandeel in deze oorlog was succesvoller.

## Kerkelijke politiek
Zijn kerkelijke politiek was aanvankelijk echter gematigd; hij trachtte het principe van de Henotikon van Zeno en de kerkvrede te bewaren. De problemen ontstonden toen een groep monniken onder leiding van Severus van Antiochië, een aanhanger van de leer van Cyrillus van Alexandrië, het miafysitisme, voor commotie zorgden. De stelling van de miafysieten, gaat over de christologie, waarbij wordt geponeerd dat Christus "het vleesgeworden woord" is, een onverdeelde eenheid van zowel de goddelijke als de menselijke natuur. Severus klaagde aan dat de patriarch van Constantinopel Macedonius II, de Henotikon had afgezworen en zich had geconverteerd tot de Chalcedonische geloofsbelijdenis. Opstandige demonstraties van de Byzantijnse bevolking bracht Anastasius  echter tot het besluit om vanaf 511 zijn gematigde beleid op te geven en Macedonius af te zetten en te verbannen. Macedonius vluchtte naar zijn neef, generaal Vitalianus, die een gevaarlijke opstand organiseerde (513-515). Deze opstand werd uiteindelijk onderdrukt door een maritieme overwinning door de generaal Marinus. Als beloning werd Severus patriarch van Antiochië.

## Economische hervormingen
Anastasius schafte de chrysargyron, een gehate belasting op de handel, af en hervormde het muntstelsel 494 en liet meer bronzen munten slaan. Later verlaagde hij de belastingen nog meer, maar door een grotere efficiëntie kwam er meer in de schatkist terecht. Door de lagere belastingen konden de Byzantijnse steden na decennia van plunderingen (zeker in de Balkan) zich opnieuw opbouwen. Bij zijn dood in 518 beschikte het rijk over zo'n 320.000 pond goud. Anastasius bereidde zo de weg naar de Byzantijnse gouden tijd van de 6e eeuw. Hij werd naast Ariadne begraven in de kerk van de Heilige Apostelen in Constantinopel.

## Opvolging
Anastasius, die zelf geen kinderen had, had een groot vertrouwen in Justinus zijn comes excubitorum, hoofd van de keizerlijke garde. Op 9 juli 518 stierf Anastasius op de gezegende leeftijd van 88 jaar en werd begraven in de kerk van de Heilige Apostelen in Constantinopel. In het bijzijn van patriarch Johannes II van Constantinopel werd Justinus uitgeroepen tot nieuwe keizer.